# Analisi abbattimento dei costi

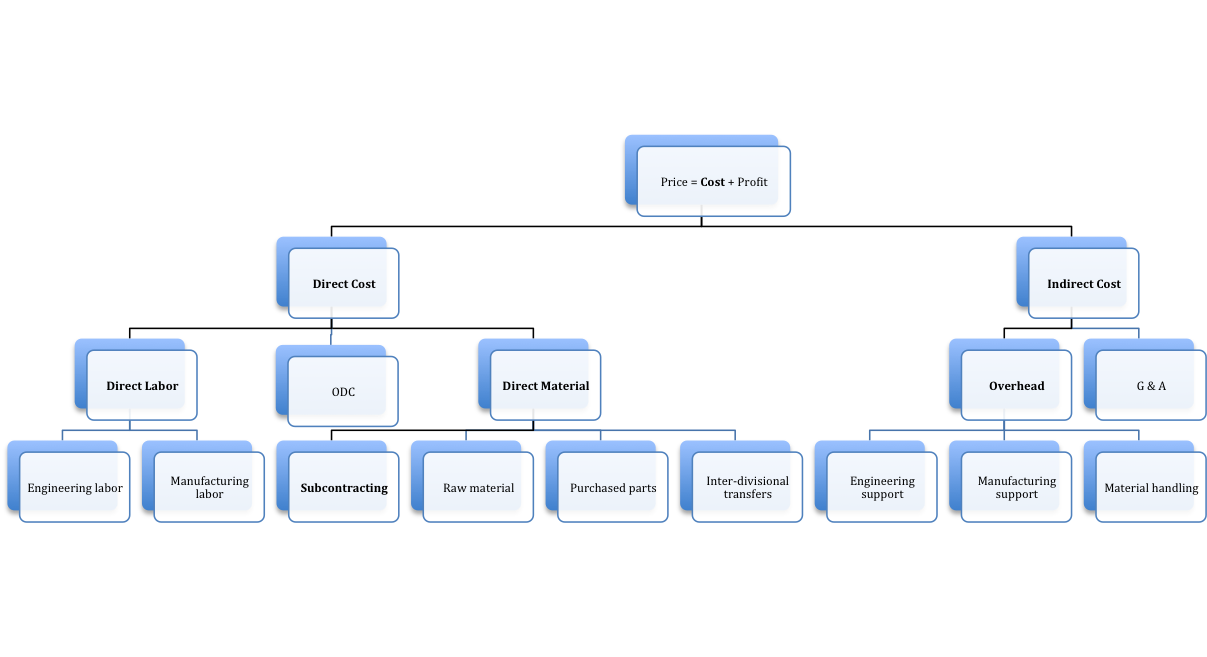
Componenti del prezzo Immagine secondo Garrett (2008), figura 4-1, p.65

In economia aziendale l'analisi della ripartizione dei costi è un metodo di analisi dei costi, che dettaglia il costo di un determinato prodotto o servizio nei suoi vari componenti, i cosiddetti fattori di costo. L'analisi della ripartizione dei costi è una strategia di riduzione dei costi popolare e un'opportunità praticabile per le imprese.
Poiché un'azienda non ha praticamente alcuna influenza sui costi indiretti, un'analisi della ripartizione dei costi orientata alla riduzione dei costi si concentra piuttosto su fattori che contribuiscono al costo diretto. I fattori più comuni tra i costi diretti sono il lavoro, le materie prime e il subappalto. Si tratta di aspetti di un'azienda, sui quali ha un controllo diretto e che, a sua volta, consente all'azienda di identificare i modi per risparmiare le spese mediante l'applicazione corretta di un'analisi della ripartizione dei costi.
Le aziende possono anche combinare questa strategia con un'analisi della catena del valore, che consente previsioni sui prezzi e, quindi, risposte più rapide ai cambiamenti del mercato.

## Tipi di costo

### Lavoro
I costi di manodopera sono costi diretti, cioè possono essere identificati tra il costo totale e assegnati a un determinato obiettivo di costo. I costi del lavoro sono definiti per categorie (ad esempio, manodopera o manodopera manifatturiera), l'attribuzione di una manodopera per ogni categoria e un certo numero di ore di lavoro. A causa della sua identificabilità, il lavoro è tipicamente uno dei più comuni punti di partenza della manipolazione nella speranza di una riduzione dei costi.

### Materiali
I costi dei materiali includono tutto ciò che è connesso ai materiali che vengono acquistati dall'azienda, siano essi materie prime, parti e componenti o forniture di produzione. Le spese per assicurazione e trasporto possono anche essere contabilizzate come costi materiali. La contabilità separa il materiale diretto da quello indiretto definendo il materiale diretto come avente un solo obiettivo di costo specifico, mentre il materiale indiretto può avere obiettivi di costo multipli.

### Costi di conversione
I costi di conversione coprono tutti i costi che sono coinvolti nell'elaborazione di materie prime a un prodotto finito, come la produzione, le utenze e i costi di manutenzione.

### Logistica
I costi relativi alla logistica possono essere ulteriormente suddivisi in sottocategorie, che riguardano principalmente sdoganamento, trasporto, deposito e distribuzione. Ogni determinante è influenzato da diversi fattori, cioè, ad esempio, i costi per lo sdoganamento dipendono dalle politiche doganali dei rispettivi paesi importatori.

### Subappalto
I costi di subappalto riguardano tutte le spese connesse al subappalto, cioè l'esternalizzazione delle obbligazioni contrattuali a terzi. I costi di subappalto sono generalmente considerati come costi diretti per l'azienda.

### Spese generali
Le spese generali sono spese aziendali che non possono essere assegnate direttamente a una determinata unità di costo, motivo per cui appartengono ai cosiddetti costi nascosti. Pur non creando direttamente profitti, continuano a contribuire alle attività commerciali in corso. I costi generali possono, ad esempio, essere sotto forma di auto aziendali. Acquistare una macchina aziendale e mantenerla è una spesa aziendale, che non è redditizia in quanto tale. Tuttavia, una macchina aziendale è vista come una risorsa e i dipendenti possono utilizzare l'auto per andare alle riunioni o per fare commissioni, in modo che l'auto aziendale alla fine si rivela un buon investimento. Un altro esempio di spese generali è il budget dedicato all'intrattenimento di viaggio. Queste spese non creano profitto diretto ma sono ancora vitali per il business.

## Esempi
I seguenti esempi includono numeri fittizi, mancanza di complessità per quanto riguarda i fattori di costo e sono semplicemente utilizzati per visualizzare il metodo di analisi della ripartizione dei costi. I trasporti e le scatole ondulate sono esempi molto illustrativi in quanto consentono una semplice suddivisione del costo totale nei singoli fattori di costo.

### Trasporti
Per condurre l'analisi della ripartizione dei costi, il punto di partenza è esaminare i vari fattori di costo del servizio o del prodotto che viene analizzato. Quando si dettagliano i costi del trasporto, si può trovare un elenco semplificato di sei fattori di costo, vale a dire:
1. Personale (ad esempio autista)
2. Carburante (diesel / benzina)
3. Pneumatici
4. Manutenzione
5. Pedaggi
6. Altri costi di logistica

Gli indicatori che sono stati identificati sono percentuali assegnate e in un'analisi dettagliata della ripartizione dei costi questi indicatori dovrebbero sommarsi da vicino al 100%. Questo processo richiede un'analisi approfondita delle spese aziendali.
| Fattore di costo          | % dei costi totali |
| ------------------------- | ------------------ |
| Carburante                | 42%                |
| Personale                 | 35%                |
| Energia elettrica         | 11%                |
| Manutenzione              | 6%                 |
| Pneumatici                | 5%                 |
| Lubrificazione e lavaggio | 1%                 |
| TOTALE                    | 100%               |

Per ragioni di semplicità, queste percentuali casuali sono state assegnate ai sei fattori di costo del trasporto che questo esempio comporta. Dopo questa fase, i fattori di costo vengono analizzati mentre la parte che analizza (sia essa stessa o un'agenzia esterna) cerca di esaminare le possibilità di ridurre le spese correnti. L'azienda potrebbe ritenere che il 42% dei costi totali sia eccessivo per il carburante e potrebbe desiderare di cercare un fornitore alternativo o di passare a camion più efficienti. L'analisi della ripartizione dei costi è ancora più efficace se ripetuta costantemente, in modo che le variazioni delle rispettive quote dei costi totali dei vari fattori di costo possano essere rintracciate. Per un periodo di cinque anni, la quota delle spese per pneumatici potrebbe essere aumentata dal 5% all'8%, accompagnata da una diminuzione delle spese per il personale dal 35% al 32%, che ha caratterizzato il licenziamento della forza lavoro. L'azienda potrebbe voler prendere in considerazione la possibilità di contrarre un fornitore più economico di pneumatici e di riutilizzare i suoi ex dipendenti.

### Scatole di cartone ondulato
Il secondo esempio deriva dall'industria dell'imballaggio (per informazioni più dettagliate sui mercati degli imballaggi, vedere l'esempio del mercato degli imballaggi brasiliano). Le scatole ondulate (scatole di imballaggio in cartone ondulato) sono in parte realizzate in materiale nuovo e in materiale riciclato, che appaiono nel tavolo come cartone ondulato e cartone ondulato riciclato. Il terzo fattore determinante che guida i costi delle scatole ondulate è il reddito nominale medio della popolazione. Oltre ai materiali, devono essere calcolate le spese per l'energia elettrica e le spese di spedizione.
| Costi               | % totale dei costi |
| ------------------- | ------------------ |
| Cartone ondulato    | 44%                |
| Riciclato c.b.      | 26%                |
| Reddito nominale    | 21%                |
| Energia elettrica   | 6%                 |
| Spese di spedizione | 3%                 |
| TOTALE              | 100%               |

## Strumenti di analisi correlati

### Analisi di abbattimento dei costi
Un altro metodo per abbattere i costi è l'analisi di demolizione. La differenza con l'analisi della ripartizione dei costi è che le analisi di demolizione funzionano solo con i prodotti e non con i servizi, poiché il teardown di un prodotto è inteso letteralmente. In un prodotto teardown, i vari componenti di un prodotto vengono smontati e il valore dei componenti fisici viene esaminato. Tale analisi è utile solo per coloro che sono interessati al costo e alla qualità dei componenti utilizzati in un prodotto. Non può essere utilizzato come stima dei costi di produzione reali di un prodotto, in quanto ignora la ricerca e lo sviluppo, i costi generali di produzione, la logistica, i costi di vendita al dettaglio e altri costi.

### Stima parametrica
La stima parametrica utilizza modelli matematici per fare previsioni affidabili e logiche tra un obiettivo di costo e i relativi costi.

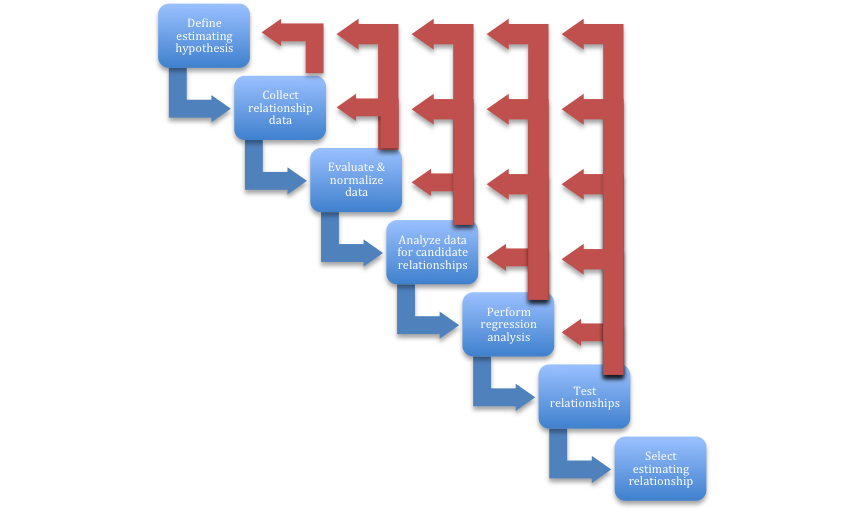
Processo di stima parametrico. Immagine in forma modificata secondo la NASA (2015)

Nel modello matematico, le variabili dipendenti (costo) vengono regredite sulle variabili indipendenti (fattori di costo), che sono le caratteristiche fisiche, operative o prestazionali associate al progetto da stimare. Per perseguire risultati sufficienti, la variabile di costo dipendente deve essere distribuita su più fattori di costo. Inoltre, questo tipo di analisi si avvale della raccolta di dati a lungo termine, ovvero, al fine di creare modelli affidabili di relazioni di costo, sono necessari dati e quadri storici, che devono anche essere applicabili al nuovo progetto di previsione dei costi.. Diversi fattori devono essere considerati al fine di determinare se la struttura precedentemente utilizzata rimane applicabile al nuovo progetto, ad esempio, la tecnologia utilizzata nel processo di produzione o di servizio, nonché i cambiamenti nel quadro giuridico.
Gli ammiratori della tecnica di stima parametrica lodano cinque vantaggi rispetto agli altri metodi di previsione dei costi:
1. Efficienza: la stima parametrica richiede meno tempo e un livello inferiore di definizione del progetto per supportare le stime.
2. Obiettività: il metodo si basa su algoritmi che utilizzano input quantitativi e producono anche output quantitativi. Quindi, i costi sono comprensibili.
3. Coerenza: se due stimatori utilizzano lo stesso insieme di dati, otterranno gli stessi risultati. Inoltre, la stima parametrica utilizza una documentazione di stima coerente.
4. Flessibilità: le modifiche alla progettazione della ricerca proposte possono essere facilmente modificate adeguando i modelli flessibili utilizzati nella stima parametrica.
5. Difensibilità: gli indicatori di relazioni statistiche come RSQ danno validità alle stime prodotte dal modello.